# Powiat brzeski (1807–1815)
Powiat brzeski – powiat departamentu bydgoskiego Księstwa Warszawskiego istniejący w latach 1807–1815. Nazwa pochodzi od miasta Brześć Kujawski.